# Культура Чжиуюань
Культу́ра Чжиуюань (кит.植物園文化, Піньїнь Zhíwùyuán Wénhuà) — неолітична культура на Тайвані, що появилася приблизно в 1000 р. до н. е. на території сучасних Тайбею та Тамсуй.
Культура Чжиуюань виникла у пізній період культури Юаньшань. Вперше цю культуру виявили на пам'ятці Чжиуюань. Ділянка розташована на території міського повіту Тайбей. Інші пам'ятки — Шулінь Ґоутішань , Таньді та Ючекоу в міському повіті Тамсуй. Ареал поширення — басейн річки Дашен, Тайбей і узбережжя муніципалітету Таоюань.

## Загальна характеристика знарядь праці та виробів кераміки
Жителі культури Чжиуюань користувалися переважно коричневою зі світло-сірою та сірувато-жовтим візерунком у клітинку керамікою. Основні форми — горщики та миски без ручок. Кувшини мають більші обідки та прямі горловини. Поверхня посудини прикрашена картатим візерунком, іншого типу зображення зустрічаються рідко. Кераміка ручної роботи, крупнозерниста, з дрібного піску. Випалювання здійснювалося низько градусною термічною обробкою, тому кераміка була м'якою та крихкою. Колір, знайденої на пам'ятці Чжиуюань, коричнуватий, на пам'ятці Шулінь Ґоутішань, світліший, із сірувато-жовтим тоном і м'якою текстурою. Очевидно, що спочатку з'явилася піщана кераміка, а потім поступово глиняна. Під час цієї еволюції частка кераміки з візерунками зросла, що вказує на те, що залишки Чжиуюань можуть бути більш ранніми, ніж пам'ятка Шулінь Ґоутішань.
Кам'яні знаряддя подібні до тих, що притаманні культурі Юаньшань і, можливо, були успадковані або їх форма запозичувалася між собою. Є багато типів, наприклад, велика мотика, кам'яні сокира, велика сокира, кована велика сокира, сегментоване тесло, звичайне тесло, долото, наконечники стріл, списа, прикраси тощо. Кам'яної сокири з плечима, характерної для культури Юаньшань, не виявлено, а кам'яні тесла з розділами, як правило, товщі. У культурі Чжиуюань є також особливий вид кам'яного знаряддя, яке призначається для виготовлення інших кам'яних знарядь. На пам'ятці Чжиуюань для виготовлення кам'яних знарядь часто використовують сланець і піщаник, видобуті в Центральних горах; на Шуліні в основному використовують піщаник, але також поширені кам'яні тесла зі сланцю. Однак андезит, поширений у різних місцях культури Юаньшань, зустрічається рідко. Кінсекі та Кокубу вважали, що вплив культури Юаньшань заважав жителям Чжиуюань піти до підніжжя гори Датунь для отримання андезитових матеріалів.

## Виявлення та датування
Культуру Чжиуюань було ідентифіковано наприкінці японської окупації. Зокрема, розкопані знахідки являли собою численні та переважно сільськогосподарські знаряддя. Господарство культури базувалося на землеробстві на пам'ятці Тудіґуншань, на якій розвинулася в пізній період культура Юаньшань. Однак зв'язок між культурою Юаньшань і культурою Чжиуюань сьогодні ще не доведено.